# Archidiecezja Buenos Aires
Archidiecezja Buenos Aires (łac. Archidioecesis Bonaërensis, hisz. Arquidiócesis de Buenos Aires) – rzymskokatolicka archidiecezja ze stolicą w Buenos Aires, w Argentynie.
Archidiecezja obejmuje tylko miasto Buenos Aires.
Na terenie archidiecezji w 2023 pracowało 221 zakonników i 1430 sióstr zakonnych.

## Podział
Archidiecezja podzielona jest na 4 wikariaty:
- Centro
- Belgrano
- Devoto
- Flores

Każdy wikariat podzielony jest na 5 dekanatów.

## Historia
Diecezja Buenos Aires powstała 6 kwietnia 1620. Obszar nowej diecezji wcześniej należał do diecezji Paragwaj (obecnie archidiecezja Asunción). Biskup Buenos Aires został sufraganem archidiecezji La Plata o Charcas (obecnie archidiecezja Sucre).
W 1830 od diecezji odłączono terytorium Urugwaju. Powstał wtedy wikariat apostolski Montevideo (obecnie archidiecezja Montevideo).
13 czerwca 1859 powstała druga diecezja w Argentynie – diecezja Paraná (obecnie archidiecezja).
5 marca 1866 biskupstwo podniesiono do godności archidiecezji i stolicy metropolii.
15 lutego 1897 część archidiecezji przeszło pod władanie biskupa utworzonej tego dnia diecezji La Platy (obecnie archidiecezji).
20 kwietnia 1934 na terytorium arcybiskupstwa powstała diecezja Viedma.
29 stycznia 1936 papież Pius XI nadał arcybiskupom Buenos Aires tytuł prymasa Argentyny (hisz. Primado de la Argentina)
W dniach 11 – 12 kwietnia 1987 w Buenos Aires odbyły się II Światowe Dni Młodzieży.
13 marca 2013 arcybiskup Buenos Aires kardynał Jorge Bergoglio SJ został wybrany papieżem.

## Główne świątynie
- Archikatedra: Bazylika archikatedralna Trójcy Przenajświętszej w Buenos Aires
- Bazyliki mniejsze
  - Bazylika Matki Bożej z Buenos Aires
  - Bazylika Matki Bożej Miłosierdzia w Buenos Aires
  - Bazylika Matki Bożej Bolesnej w Buenos Aires
  - Bazylika Matki Bożej z Pilar w Buenos Aires
  - Bazylika Matki Bożej Różańcowej w Buenos Aires
  - Bazylika Matki Bożej Pomocy w Buenos Aires
  - Bazylika św. Antoniego z Padwy w Buenos Aires
  - Bazylika św. Karola Boromeusza i Maryi Wspomożycielki w Buenos Aires
  - Bazylika św. Franciszka z Asyżu w Buenos Aires
  - Bazylika św. Józefa de Flores w Buenos Aires
  - Bazylika św. Mikołaja z Bari w Buenos Aires
  - Bazylika św. Róży z Limy w Buenos Aires
  - Bazylika Ducha Świętego w Buenos Aires
  - Bazylika Najświętszego Serca Pana Jezusa w Buenos Aires
  - Bazylika Najświętszego Sakramentu w Buenos Aires